# Megachile giliae
Megachile giliae är en biart som beskrevs av Cockerell 1906. Megachile giliae ingår i släktet tapetserarbin, och familjen buksamlarbin. Inga underarter finns listade i Catalogue of Life.